# Adrienne Martelli
Pour les articles homonymes, voir Martelli.
Adrienne Martelli est une rameuse américaine née le 3 décembre 1987 à Glendale.

## Biographie
Aux Jeux olympiques d'été de 2012 à Londres, elle a obtenu la médaille de bronze en quatre de couple avec Natalie Dell, Kara Kohler et Megan Kalmoe.

## Palmarès

### Jeux olympiques
- 2012 à Londres,  Royaume-Uni
  -  Médaille de bronze en quatre de couple

### Championnats du monde
- 2011 à Bled,  Slovénie
  -  Médaille d'argent en quatre de couple
- 2010 à Karapiro,  Nouvelle-Zélande
  -  Médaille de bronze en quatre sans barreur